# Federación Española de Municipios y Provincias
La Federación Española de Municipios y Provincias (acortado como FEMP) es una asociación española de entidades locales que agrupa ayuntamientos, diputaciones provinciales, consejos insulares y cabildos insulares, totalizando 7412 entidades.
Los fines fundacionales y estatutarios de la FEMP son el fomento y la defensa de la autonomía de las Entidades Locales; la representación y defensa de los intereses generales de las Entidades Locales ante otras Administraciones Públicas; el desarrollo y la consolidación del espíritu europeo en el ámbito local basado en la autonomía y la solidaridad entre los Entes Locales; la promoción y el favorecimiento de las relaciones de amistad y cooperación con las Entidades Locales y sus organizaciones, especialmente en el ámbito europeo, el iberoamericano y el árabe; la prestación, directamente o a través de sociedades o entidades, de toda clase de servicios a las Corporaciones Locales o a los entes dependientes de estas y cualquier otro fin que afecte de forma directa o indirecta a los asociados de la Federación.
En estos momentos, la FEMP sufre graves acusaciones por parte de fuerzas políticas como el PSOE por manipulación y uso propagandista. Además, uno de sus directores generales, Francisco Díaz Latorre, se encuentra imputado en el caso Lezo.

## Constitución
La FEMP nace en la I Asamblea celebrada en Torremolinos (Málaga) los días 13 y 14 de junio de 1981.
La FEMP quedó constituida al amparo de lo dispuesto en la Disposición Adicional Quinta de la Ley 7/1985, de 2 de abril, Reguladora de las Bases de Régimen Local y fue declarada como Asociación de Utilidad Pública mediante acuerdo de Consejo de Ministros el 26 de junio de 1985.
Constituye la sección española del Consejo de Municipios y Regiones de Europa (CMRE), y es la sede oficial de la Organización Iberoamericana de Cooperación Intermunicipal (OICI).

## Sede
La sede oficial se encuentra en el n.º 8 de la calle del Nuncio de Madrid, en una antigua casa-palacio de fines del siglo XVII.

## Órganos rectores

### Junta de Gobierno
La composición actual de miembros de la Junta de Gobierno de la FEMP es la siguiente:
- Presidenta: María José García-Pelayo Jurado (PP), alcaldesa de Jerez de la Frontera (Cádiz).
- Vicepresidenta primera: Inés Rey García (PSdeG-PSOE), alcaldesa de La Coruña (La Coruña).
- Vicepresidenta segunda: Gema Igual Ortiz (PP), alcaldesa de Santander (Cantabria).

#### Vocales
- Raquel Miriam Andrés Prieto (PSOE), alcaldesa de Palencia (Palencia).
- María de los Ángeles Armisén Pedrejón (PP), presidenta de la Diputación Provincial de Palencia (Palencia).
- Francisco Javier Ayala Ortega (PSOE), alcalde de Fuenlabrada (Madrid).
- José Francisco Ballesta Germán (PP), alcalde de Murcia (Murcia).
- Manuel Bautista Monjón (PP), alcalde de Móstoles (Madrid).
- José María Bellido Roche (PP), alcalde de Córdoba (Córdoba).
- David Bote Paz (PSC-CP), alcalde de Mataró (Barcelona).
- Aída Castillejo Parrilla (IU-Equo-Más Madrid), alcaldesa de Rivas-Vaciamadrid (Madrid).
- María José Catalá Verdet (PP), alcaldesa de Valencia (Valencia).
- Natalia Chueca Muñoz (PP), alcaldesa de Zaragoza (Zaragoza).
- Conrado Escobar Las Heras (PP), alcalde de Logroño (La Rioja).
- Maider Etxebarria García (PSE-EE), alcaldesa de Vitoria (Álava).
- Carlos Fernández Bielsa (PSOE), alcalde de Mislata (Valencia).
- Xavier García Albiol (PP), alcalde de Badalona (Barcelona).
- Carlos Martínez Carrillo (PP), alcalde de Vedra (La Coruña).
- Jaime Martínez Llabrés (PP), alcalde de Palma de Mallorca (Mallorca).
- Rafael Antonio Mateos Pizarro (PP), alcalde de Cáceres (Cáceres).
- María Virtudes Monteserín Rodríguez (PSOE), alcaldesa de Avilés (Asturias).
- Miguel Noguer i Planas (Junts), presidente de la Diputación Provincial de Gerona (Gerona).
- Francisco Reyes Martínez (PSOE), presidente de la Diputación Provincial de Jaén (Jaén).
- Manuel Serrano López (PP), alcalde de Albacete (Albacete).
- Jordi Verdú Paijà (ERC), alcalde de Corbíns (Lérida).
- Secretario general: Luis Antonio Martínez-Sicluna Sepúlveda[3](PP).

### Consejo Territorial
La composición del actual Consejo Territorial es la siguiente:
- Presidenta: María José García-Pelayo Jurado (PP), alcaldesa de Jerez de la Frontera (Cádiz).

#### Vocales
- Rubén Alfaro Bernabé (PSOE), alcalde de Elda (Alicante).
- María Carmen Álvarez Marín (IULV-CA), alcaldesa de Sanlúcar de Barrameda (Cádiz).
- Mónica Mercedes Arceiz Martínez (PP), alcaldesa de Calahorra (La Rioja).
- Noelia María Arroyo Hernández (PP), alcaldesa de Cartagena (Murcia).
- Beatriz Asensio Boyano (PP), alcaldesa de Benavente (Zamora).
- Luis José Barcala Sierra (PP), alcalde de Alicante (Alicante).
- Marta Barrachina Mateu (PP), presidenta de la Diputación Provincial de Castellón (Castellón).
- José Luis Benejam Saura (PP), alcalde de Alayor (Islas Baleares).
- José Luis Blanco Moreno (PSOE), alcalde de Azuqueca de Henares (Guadalajara).
- José Antonio Cacabelos Rico (PSdeG-PSOE), alcalde de El Grove (Pontevedra).
- María Pilar Callado García (PSOE), alcaldesa de Almansa (Albacete).
- Olivio Campo Diéguez (UPL), alcalde de Castrocontrigo (León).
- Rocío Campos Delgado (PSOE), alcaldesa de Cantillana (Sevilla).
- María Dolores Cañavate Jiménez (PSOE), alcaldesa de Armilla (Granada).
- Francisco Cañizares Jiménez (PP), alcalde de Ciudad Real (Ciudad Real).
- Félix Caperos Elosúa (PSOE), alcalde de Casalarreina (La Rioja).
- María Francisca Carazo Villalonga (PP), alcaldesa de Granada (Granada).
- Raquel Castaño Peña (PSOE), alcaldesa de Santa Amalia (Badajoz).
- Rosa Elena Dávila Mamely (CC), presidenta del Cabildo Insular de Tenerife (Tenerife).
- Jesús Díaz Luján (PP), alcalde de Artenara (Gran Canaria).
- Lucía Soledad Fernández Alonso (PP), alcaldesa de San Sebastián de los Reyes (Madrid).
- José Luis Fontaniella Fernández (PP), alcalde de Cangas de Narcea (Asturias).
- Jorge Gallardo Gandulla (PSOE), alcalde de Cártama (Málaga).
- Eva María García Herrera (PSOE), alcaldesa de Buenavista del Norte (Tenerife).
- Javier Aureliano García Molina (PP), presidente de la Diputación Provincial de Almería (Almería).
- Gema María García Ríos (PSOE), alcaldesa de Calzada de Calatrava (Ciudad Real).
- Daniel García Ruiz (PP), alcalde de Labastida (Álava).
- Abigail Garrido Tinta (PSC-CP), alcaldesa de San Pedro de Ribas (Barcelona).
- María Blanca Yolanda González García (PSOE), alcaldesa de Viana (Navarra).
- Ignacio Gragera Barrera (PP), alcalde de Badajoz (Badajoz).
- Ana Cristina Guarinos López (PP), alcaldesa de Guadalajara (Guadalajara).
- Sara Hernández Barroso (PSOE), alcaldesa de Getafe (Madrid).
- Joaquín Hernández Gomáriz (PSOE), alcalde de Lorquí (Murcia).
- María Aitana Hernando Ruiz (PSOE), alcaldesa de Miranda de Ebro (Burgos).
- Susana Herrán Martín (PSOE), alcaldesa de Castro-Urdiales (Cantabria).
- José María Asiron Sáez (EH Bildu), alcalde de Pamplona (Navarra).
- Ana Belén Irigoyen Cardona (PP), alcaldesa de Gurrea de Gállego (Huesca).
- Ramón Jurado Rodríguez (PSOE), alcalde de Parla (Madrid).
- Félix Larrosa Piqué (PSC-CP), alcalde de Lérida (Lérida).
- Mercedes Paula Alvarellos Fondo (PSdeG-PSOE), alcaldesa de Lugo (Lugo).
- María Concepción Miguélez Simón (PP), alcaldesa de Alba de Tormes (Salamanca).
- Marco Antonio Morala López (PP), alcalde de Ponferrada (León).
- Jesús Morales Lleixá (PSOE), alcalde de Quinto (Zaragoza).
- Eduardo Morán Pacios (PSOE), alcalde de Camponaraya (León).
- Jesús Moreno García (PP), alcalde de Tres Cantos (Madrid).
- Virgilio Moreno Sarrió (PSOE), alcalde de Inca (Islas Baleares).
- Pedro Muro Martínez (PP), alcalde de Clavijo (La Rioja).
- José Jesús Novo Martínez (PP), alcalde de Vicedo (Lugo).
- Francisco Javier Paz Expósito (PSOE), alcalde de San Andrés y Sauces (Santa Cruz de Tenerife).
- María Rosa Pujol Esteve (ARA PL), alcaldesa de Aitona (Lérida).
- María Pilar Ramallo Vázquez (PP), alcaldesa de Marín (Pontevedra).
- Mario Latorre Ros (PP), alcalde de Monreal del Campo (Teruel).
- Antonio Rodríguez Osuna (PSOE), alcalde de Mérida (Badajoz).
- Vicent Roig Tur (PP), alcalde de San José (Islas Baleares).
- María Jesús Susinos Tarrero (PP), alcaldesa de Entrambasaguas (Cantabria).
- María José Blanco Gavieiro (PSE-EE), alcaldesa de Portugalete (Vizcaya).
- Josep Tutusaus Besante (PP), alcalde de Pontons (Barcelona).
- José de la Uz Pardos (PP), alcalde de Las Rozas de Madrid (Madrid).
- María del Mar Vázquez Agüero (PP), alcaldesa de Almería (Almería).
- Manuel Ángel Álvarez Álvarez (IU-Más País-IAS), alcalde de Mieres (Asturias).
- Ángel Viveros Gutiérrez (PSOE), alcalde de Coslada (Madrid).
- Secretario general: Luis Antonio Martínez-Sicluna Sepúlveda[3](PP).

## Federaciones territoriales
La FEMP mantiene relaciones con federaciones de entidades locales de ámbito autonómico siguiendo un patrón voluntario, para lo que se firma un protocolo que especifique la relación. Existen 17 federaciones con las que se ha firmado este tipo de protocolo:
- Federación Andaluza de Municipios y Provincias (FAMP)
  - Presidente: José María Bellido Roche (PP), alcalde de Córdoba (Córdoba).
  - Secretaria general: Yolanda Sáez Cuevas (PP), concejala del Ayuntamiento de Huesa (Jaén).
- Federación Aragonesa de Municipios, Comarcas y Provincias (FAMCP)
  - Presidente: Carmelo Pérez Díez (PP), alcalde de Belchite (Zaragoza).
  - Secretario general: Eduardo Gallart Monzón (PP), diputado por Zaragoza en las Cortes de Aragón.
- Federación Asturiana de Concejos (FACC)
  - Presidenta: Cecilia Pérez Sánchez (PSOE), alcaldesa de El Franco (Asturias).
  - Secretaria general: Covadonga Sánchez Fernández.
- Federación de Entidades Locales de las Islas Baleares (FELIB)
  - Presidente: Jaume Ferrol Martí (PP), alcalde de María de la Salud (Mallorca).
  - Secretario general: Caterina Neus Serra Cañellas (PP).
- Federación Canaria de Municipios (FECAM)
  - Presidenta: María Concepción Brito Núñez (PSOE), alcaldesa de Candelaria (Santa Cruz de Tenerife).
  - Secretario general: Vicente Rodríguez Lorenzo (PSOE), alcalde de Puntagorda (Santa Cruz de Tenerife).
- Federación de Municipios de Cantabria (FMC)
  - Presidente: Francisco Javier Camino Conde (PP), alcalde de Mazcuerras (Cantabria).
  - Secretario general: Javier Lorenzo Vías.
- Federación Regional de Municipios y Provincias de Castilla y León (FRMP)
  - Presidente: María de los Ángeles Armisén Pedrejón (PP), presidenta de la Diputación Provincial de Palencia.
  - Secretario general: Valentín Cisneros Escribano (PP), alcalde de Cogeces de Íscar (Valladolid).
- Federación de Municipios y Provincias de Castilla-La Mancha (FEMP-CL)
  - Presidente: José Julián Gregorio López (PP), alcalde de Talavera de la Reina (Toledo).
  - Secretario general: Fermín José Cerdán Gosálvez (PP).
- Federación de Municipios de Cataluña (FMC)
  - Alcalde: Eduard Rivas Mateo (PSC-CP), alcalde de Esparraguera (Barcelona).
  - Secretario general: Lluís Sais Puigdemont (ERC).
- Federación de Municipios y Provincias de Extremadura (FEMPEX)
  - Presidente: Manuel José González Andrade (PSOE), alcalde de Olivenza (Badajoz).
  - Secretario general: Miguel Ruiz Martínez (PSOE).
- Federación Gallega de Municipios y Provincias (FEGAMP)
  - Presidente: Alberto Varela Paz (PSdeG-PSOE), alcalde de Villagarcía de Arosa (Pontevedra).
  - Secretario general: Patricia Vilán Lorenzo (PSdeG-PSOE).
- Federación de Municipios de Madrid (FMM)
  - Presidenta: Judith Piquet Flores (PP), alcaldesa de Alcalá de Henares (Madrid).
  - Secretario general: José Manuel Zarzoso Revenga (PP), concejal del Ayuntamiento de Parla (Madrid).
- Federación de Municipios de la Región de Murcia (FMRM)
  - Presidente: Víctor Manuel López Abenza (PP), alcalde de Ulea (Murcia).
  - Secretario general: Antonio Moreno García.
- Federación Navarra de Municipios y Concejos (FNMC)
  - Presidente: Xabier Alcuaz Andueza (EH Bildu), alcalde de Tafalla (Navarra).
  - Secretaria general: Berta Enrique Cornago.
- Federación Riojana de Municipios (FRM)
  - Presidente: Jorge Loyo Mendoza (PP), alcalde de Anguciana (La Rioja).
  - Secretaria general: María Asunción Sáez Arnedo (PP), alcaldesa de Aguilar del Río Alhama (La Rioja).
- Federación Valenciana de Municipios y Provincias (FVMP)
  - Presidenta: Francisca Bartual Bermell (PP), alcaldesa de Chirivella (Valencia).
  - Secretario general: Miguel Ballach Luengo (PP), concejal del Ayuntamiento de Masamagrell (Valencia).
- Asociación de Municipios Vascos-EUDEL
  - Presidente: Esther Apraiz Fernández de la Peña (PNV), alcaldesa de Derio (Vizcaya).
  - Secretaria general: María del Mar Zabala Mardaras.

Con la reforma del procedimiento de votación del censo de españoles residentes en el exterior, la participación institucional en la administración local por parte de los 2.908.649 ciudadanos españoles en el exterior se desvincula de las elecciones municipales y se canaliza a través de mecanismos propios como son los Consejos de Residentes Españoles en el Exterior, generándose así el reto de la incorporación de estos Consejos en calidad de otros Entes Locales como miembros de pleno derecho de la Federación o en el caso del Consejo General de la Ciudadanía Española en el Exterior en calidad de socio de Honor.

## Listado de presidentes
| Nombre                          | Cargo                                     | Afiliación | Inicio                   | Final                    |
| ------------------------------- | ----------------------------------------- | ---------- | ------------------------ | ------------------------ |
| Pedro Aparicio Sánchez          | Alcalde de Málaga                         | PSOE       | 12 de enero de 1980      | 9 de octubre de 1983     |
| Ramón Sainz de Varanda          | Alcalde de Zaragoza                       | PSOE       | 9 de octubre de 1983     | 1 de diciembre de 1985   |
| Tomás Rodríguez Bolaños         | Alcalde de Valladolid                     | PSOE       | 1 de diciembre de 1985   | 23 de noviembre de 1991  |
| Francisco Vázquez Vázquez       | Alcalde de La Coruña                      | PSOE       | 23 de noviembre de 1991  | 11 de noviembre de 1995  |
| Rita Barberá Nolla              | Alcaldesa de Valencia                     | PP         | 11 de noviembre de 1995  | 23 de noviembre de 2003  |
| Francisco Vázquez Vázquez       | Alcalde de La Coruña                      | PSOE       | 23 de noviembre de 2003  | 27 de junio de 2006      |
| Heliodoro Gallego Cuesta        | Alcalde de Palencia                       | PSOE       | 27 de junio de 2006      | 11 de noviembre de 2007  |
| Pedro Castro Vázquez            | Alcalde de Getafe (Madrid)                | PSOE       | 11 de noviembre de 2007  | 24 de septiembre de 2011 |
| Juan Ignacio Zoido Álvarez      | Alcalde de Sevilla                        | PP         | 24 de septiembre de 2011 | 24 de julio de 2012      |
| Íñigo de la Serna Hernáiz       | Alcalde de Santander                      | PP         | 24 de julio de 2012      | 19 de septiembre de 2015 |
| Abel Ramón Caballero Álvarez    | Alcalde de Vigo (Pontevedra)              | PSOE       | 19 de septiembre de 2015 | 23 de septiembre de 2023 |
| María José García-Pelayo Jurado | Alcaldesa de Jerez de la Frontera (Cádiz) | PP         | 23 de septiembre de 2023 | Actualidad               |